# Carex cumberlandensis
Carex cumberlandensis är en halvgräsart som beskrevs av Naczi, Kral och Bryson. Carex cumberlandensis ingår i släktet starrar, och familjen halvgräs. Inga underarter finns listade i Catalogue of Life.